# Aeroportul Beihan
Aeroportul Beihan (IATA: BHN, ICAO: OYBN) este un aeroport din Beihan⁠(d), Bayhan District⁠(d), Guvernoratul Shabwah, Yemen.
Situat la o altitudine de 1.136 m, aeroportul dispune de o singură pistă.